# Daniel Gloria
Daniel Gloria est un artiste peintre et mosaïste lyonnais, né le 22 février 1908 à Beaune et mort le 22 octobre 1989 à Saint-Cyr-au-Mont-d'Or,,.

## Biographie
Daniel Gloria s’intéresse très tôt à la peinture et peint les paysages de sa région dans un style naturaliste. À la fin des années trente, il épouse Suzanne Cateland qui est la fille de l’architecte et professeur à l’école des Beaux-arts, Emmanuel Cateland. Ce dernier est l’auteur du premier immeuble d’habitation de Lyon entièrement construit en béton armé, érigé en 1910 et surnommé le « Gratte-Ciel lyonnais » du fait de ses sept étages. Au contact de ce milieu plus avant-gardiste, l’art de Daniel Gloria s’émancipe progressivement vers une interprétation plus personnelle de la réalité. 
En 1947, il connaît un grand bouleversement artistique. Il rencontre Paul Régny et Andrée Le Coultre qui l’introduisent dans le groupe des artistes lyonnais orientés vers l’abstraction et guidés par Albert Gleizes. Il les rejoint aux conférences de l’Académie du Minotaure fondée par René-Maria Burlet. Il crée des œuvres plus synthétiques et audacieuses. Il n’utilise plus la perspective classique et la représentation traditionnelle du volume et préfère la juxtaposition d’aplats de couleurs pures et arbitraires.
Cette même année 1947, il découvre l’œuvre d’Albert Gleizes dans une exposition qui lui est consacrée à Lyon. Cette découverte est fondamentale dans l’évolution de sa peinture car elle le conforte dans la direction qu’il vient de prendre. Ainsi, quelques mois plus tard, il crée des tableaux abstraits, c’est une véritable révolution plastique personnelle. Dès 1950, il est considéré comme un disciple de Gleizes car il maîtrise pleinement ses théories artistiques. Cependant, il se dégage rapidement de son enseignement et crée une œuvre personnelle. 
À partir des années 60, il découvre la technique de la mosaïque qui apporte un souffle nouveau à ses développements artistiques. Cette production peut être considérée comme l’aboutissement de son œuvre car tout y est rassemblé : ses sujets (la nature, l’art sacré et l’abstraction), son style, son goût pour la nature, sa recherche du tableau-objet et enfin, son attrait pour le métier artisanal.